# Clado

Cladograma mostrando dois clados em azul e vermelho (monofiléticos). A área verde pode ser denominada como um grado (não monofilético), pois os ramos em azul também descendem dali.

Em cladística, um clado ou ramo é um grupo de organismos originados de um único ancestral comum exclusivo. Em biologia se chama clado cada um dos ramos da árvore filogenética. Por conseguinte um clado é um grupo de espécies com um ancestral comum exclusivo.
Qualquer grupo assim considerado é um grupo monofilético de organismos, e podem ser modelados em um cladograma: um diagrama dos organismos em forma de árvore.
O clado forma parte de uma hipótese científica de modelo relacional evolucionário entre os organismos incluídos na análise. Um clado particular pode ser sustentado ou não diante de uma análise subsequente usando um conjunto diferente de dados ou de um modelo distinto de evolução.
Se um clado se mostra robusto em distintas análises cladísticas, usando diferentes conjuntos de dados, pode ser adotado em uma taxonomia e se tornar um táxon. Contudo um táxon não é necessariamente um clado. Os répteis, por exemplo, são um grupo parafilético porque não incluem aves, as quais possuem um ancestral comum com os répteis. A tendência entretanto é reorganizar os táxons para formar clados.
Charles Darwin mostrou, entre outras coisas, que a evolução vem acompanhada de divergência, de maneira que dadas duas espécies, ambas derivaram de um antepassado comum mais ou menos remoto no tempo. Desde então, a taxonomia evolutiva surge como um ideal da classificação biológica de agrupar as espécies por seu grau de parentesco, aproximando as que tem um ancestral comum mais próximo. O estudo do parentesco, análise filogenética ou análise cladística, se realiza agora com ferramentas muito eficazes, como a comparação direta de sequências genéticas. As árvores filogenéticas resumem o que se sabe da história evolutiva e se chamam clados os seus ramos.